# Алвиш, Ниту
Ниту Алвиш (порт. Nito Alves; 23 июля 1945, Пири, Северная Кванза, Португальская Ангола — 14 июля 1977, Луанда, крепость Сан-Мигель, Народная Республика Ангола) — ангольский коммунистический политик, участник войны за независимость и гражданской войны, член ЦК МПЛА, министр внутренней администрации НРА в 1975—1976. Лидер ортодоксально-коммунистического крыла МПЛА, с этих позиций выступал против политики президента Нето. Возглавил Мятеж «фракционеров» 27 мая 1977 года. После подавления мятежа пытался скрыться, был схвачен и убит. Фактически реабилитирован при президенте Лоренсу.

## В подполье и войнах
Родился в малоимущей крестьянской семье из района Дембуш (ныне — Бенго, тогда — Северная Кванза). При рождении получил имя Алвиш Бернарду Баптиста. Учился в сельской евангелической школе, затем в колледже в Луанде. В 1966 году поступил на службу в финансовые органы колониальной администрации Португальской Анголы. Тогда же примкнул к подпольной ячейке МПЛА. Проникся марксизмом в версии ортодоксального коммунизма. Принял партийный псевдоним Ниту Алвиш, ставший личным именем.
Быстро выдвинулся в руководство МПЛА, стал руководителем I военно-политического округа, координатором подпольных организаций Луанды. Активно участвовал в войне за независимость. Руководил подготовкой боевиков ЭПЛА. Занимал бескомпромиссную позицию, выступал против каких бы то ни было переговоров, настаивал исключительно на вооружённых методах борьбы. Во внутрипартийных конфликтах занимал сторону Агостиньо Нето.
После Португальской революции 1974 года и начала деколонизации структуры МПЛА, в том числе I военно-политический округ, были легализованы. Ниту Алвиш стал официальным лицом и видной политической фигурой. Требовал максимальной жёсткости в гражданской войне против антикоммунистических движений ФНЛА и УНИТА. После провозглашения независимости Анголы под властью МПЛА 11 ноября 1975 года был назначен министром внутренней администрации в правительстве НРА. Располагал политическими связями в СССР, представлял МПЛА на XXV съезде КПСС. Подчёркивал значимость советской помощи для МПЛА и НРА, призывал копировать в Анголе советскую модель. Активно участвовал в преследованиях маоистской внутрипартийной оппозиции — Комитетов Амилкара Кабрала и Коммунистической организации Анголы.

## Ортодокс МПЛА
В руководстве МПЛА Ниту Алвиш представлял наиболее жёсткую ортодоксально-коммунистическую линию. Выступал за политическую и экономическую централизацию, максимальное усиление репрессий. Предлагал развернуть в Анголе на постоянной основе крупную группировку советских вооружённых сил. С этой позиции возражал против участия НРА в Движении неприсоединения. Нарушая принцип однопартийности МПЛА, Ниту Алвиш начал формировать собственную организацию — «Объединение коммунистов Анголы». В начале 1976 он внёс законопроект «о народной власти», выдержанный в духе изначальной концепции Советов — пирамиды классовых органов, контролирующих государственные ведомства. Это вызвало сильную настороженность в партийно-государственном руководстве. Добивался смертных приговоров на процессе наёмников, хотя президент Нето занимал поначалу более сдержанную позицию.
Для Алвиша была характерна резкая популистская риторика. Он позиционировался как представитель негритянских трудящихся масс и ветеранов партизанской войны. Критиковал номенклатурную «политическую богему», возмущался чиновной коррупцией, особенно в силовых структурах. При ораторской харизме обладал имиджем «человека из народа». Был популярен среди молодёжи и в пролетарских кварталах Луанды, особенно в трущобах Самбизанги. Возглавлял в Самбизанге футбольный клуб Progresso, был судьёй на матчах. Выступал также против мультирасовой политики, требовал чистки партийно-государственного аппарата от белых и мулатов.
Всё это в совокупности представляло непосредственную угрозу для таких партийно-государственных руководителей, как военный министр Энрике Каррейра, генеральный секретарь МПЛА Лусио Лара, командующий полицейским корпусом Сантана Петрофф и многие другие. Пользуясь известностью в столице, Ниту Алвиш обращался к населению с популистскими призывами, разжигая расовую и социальную рознь. При этом Алвиш не считал президента Агостиньо Нето особенно опасным противником — полагая, что подверженный алкоголизму поэт слаб и оторван от жизни.
Конфликт Ниту Алвиша с президентом Нето и большинством руководством МПЛА иногда сравнивается с противостоянием троцкистов и сталинистов в ВКП(б) 1920-х годов. Курс Нето был прагматичнее и более ориентирован на укрепление режима.
Возглавляемое Ниту Алвишем министерство с самого начала было лишено силовой составляющей, полиция подчинена командованию правительственной армии ФАПЛА. Но вокруг Алвиша сгруппировались крупные фигуры ангольской военной элиты: начальник политуправления генштаба Жозе Ван Дунен, командир 9-й бригады спецназа Жакоб Каэтану, политкомиссары ФАПЛА Эдуарду Эваристу, Эдуарду Эрнесту Гомеш да Силва Бакалофф, Луиш душ Пасуш. Из видных политиков Алвиша поддерживали мэр Луанды Педру Фортунату и лидер молодёжной организации МПЛА Сита Валлиш.
На пленуме ЦК МПЛА 23—29 октября 1976 Алвиш и Ван Дунен были обвинены во «фракционности» и «раскольнической деятельности», учреждена комиссия во главе с министром иностранных дел Жозе Эдуарду душ Сантушем. Алвиш был снят с правительственного поста, министерство расформировано, закрыты газета Diário de Luanda и радиопрограмма Kudibanguela, ориентированные на Nitistas. С февраля 1977 в отношении Алвиша начали проводиться оперативно-следственные мероприятия Службы госбезопасности DISA. По последующим оценкам, Алвиш и его сподвижники проявили большую наивность: доверчиво воспринимали оперативные игры DISA, раскрывали свои планы. Алвиш даже готов был примириться с Нето — когда президент усыплял его бдительность критикой Каррейры и Лары и предложениями стать преемником.
21 мая 1977 Ниту Алвиш и Жозе Ван Дунен были исключены из МПЛА. Подготовил это решение Лусио Лара, публично огласил министр финансов Сайди Мингаш. Через день резолюцию в поддержку Алвиша и Ван Дунена приняло партсобрание 9-й бригады. 24 мая Алвиш провёл последнее совещание, где определился примерный план выступления. Расчёт строился на том, что под давлением 9-й бригады и массовой поддержки президент Нето согласится официально передать власть Алвишу. Наиболее ненавистых — генсека Лару, военного министра Каррейру и заместителя директора DISA Энрике Онамбве — решили устранить физически, с прочими поступать по обстоятельствам. Последнее касалось и Нето, но его ликвидация могла иметься в виду только в самом крайнем случае. Отдельно Алвиш встретился с Каэтану (земляком-односельчанином и другом юности), на которого возлагалась военная сторона.

## Мятеж и смерть

### Вооружённое столкновение
27 мая 1977 года Алвиш и его сторонники предприняли попытку государственного переворота. Они захватили несколько административных объектов, радиостанцию Rádio Nacional, столичную тюрьму Сан-Паулу. Несколько функционеров МПЛА были взяты в заложники. Основную военную силу антиправительственного мятежа составляла 9-я бригада. Оплотом мятежа являлась Самбизанга, особенно молодёжь из ФК «Progresso».
Президентская охрана и спецподразделения DISA под командование Онамбве открыли огонь по Nitistas. Министр обороны Каррейра организовал силовой отпор. Решающую роль сыграли дислоцированные в Анголе кубинские части, поддержавшие президента Нето. Алвиш рассчитывал на поддержку СССР, однако глава МИД и будущий президент Жозе Эдуарду душ Сантуш провёл переговоры с Москвой. Он убедил руководство КПСС, что речь идёт о мятеже разоблачённых экстремистов-фракционеров.
Уже днём 27 мая все захваченные объекты были возвращены под контроль правительства. При штурме Rádio Nacional кубинские танки открыли огонь по демонстрации в поддержку Nitistas. Мятежники убили заложников и попытались скрыться. Оперативники DISA под командованием Онамбве повели жёсткое преследование. Начались массовые репрессии, жертвами которых стали десятки тысяч ангольцев. Особенно жестокими были карательные операции в Самбизанге.

### Бессудная казнь
Утверждения, будто Алвиш укрывался в посольстве СССР, но был передан кубинским войскам, кубинцы же отдали его в руки ангольской госбезопасности считаются опровергнутыми. Алвиш сумел выбраться из Луанды и с группой сподвижников через Кашито пробрался в родные места. Он планировал поднять в Дембуше партизанское движение против Нето. Около полутора месяцев ему удавалось скрываться, но постепенно кольцо DISA сомкнулось — было передано, что если сам он не сдастся, будут арестованы ближайшие родственники.
Информированный Луиш душ Пасуш (сам он сумел уйти от преследования, скрывался почти тринадцать лет и легализовался во время политических реформ) рассказывал, что Алвиша выдал DISA один из крестьян, у которого он расположился на ночлег. Так же по словам Пасуша, отправленную за Алвишем экспедицию возглавляли бывший активист УПА/ФНЛА и бывший агент ПИДЕ — оба стремились скорее отчитаться перед директором DISA Луди Кисасундой. Ниту Алвиш долго отстреливался, был схвачен, подвергнут допросам и пыткам. Он не признавал свои действия попыткой переворота, а по словам Дину Матроса, считал, будто «защищает Нето».
В мае 2001 бывший ангольский военный по имени Жуан Кандада (к тому времени проживавший в Испании) сообщил, что лично убил Алвиша, труп был утоплен в океане. Официальная версия обстоятельств смерти Ниту Алвиша пока не оглашалась. Точная дата гибели Ниту Алвиша достоверно не установлена — говорится о 7 июля либо 14 июля. Предположительно это произошло в луандской крепости Сан-Мигель, куда доставлялись главные мятежники. Приказ о бессудном убийстве отдал президент Нето, исполнение проконтролировали Онамбве, Каррейра и офицер DISA Карлуш Жорже. Перед расстрелом Алвиш отказался завязывать глаза. В него было выпущено около тридцати пуль.

## Память в современности
Длительное время «Мятеж фракционеров» 1977 года и судьбы его участников оставались в Анголе политически «табуированной» темой. При президентах Агостиньо Нето и Жозе Эдуардо душ Сантуше Ниту Алвиш и его сторонники считались «фракционерами и убийцами, совершившими попытку контрреволюционного переворота». Определённые изменения тональности после окончания гражданской войны — признание «некоторых перегибов» и «негативных эпизодов» — не имели принципиального значения.
Положение изменилось только в период «ангольской оттепели» после прихода к власти президента Жуана Лоренсу. 26 мая 2021 Лоренсу официально заявил об «искреннем раскаянии» и принёс извинения за «непропорциональные» репрессии при подавлении «Мятежа фракционеров». Начался поиск останков погибших, в том числе Ниту Алвиша.
В среде ангольской оппозиции, особенно среди молодёжи, возникла тенденция — даже вопреки историческим фактам — представлять Ниту Алвиша и его сторонников в качестве борцов за демократические преобразования. Расправа с ними рассматривается в таком контексте как преступление диктаторского режима МПЛА. Один из активистов оппозиционного движения, осуждённый в 2016 году вместе с рэпером Иконокластой, носит имя Мануэл Кивонде Баптиста Ниту Алвиш, подчёркивает это как символическое совпадение.
Ниту Алвиш был женат, имел трёх дочерей (младшая родилась после 27 мая 1977). Средняя дочь Эунисе Баптиста в июне 2021 получила официальное свидетельство о смерти отца. Она встретилась с Шисоле Мингаш — дочерью Сайди Мингаша. Встреча дочерей символизировала национальное примирение.
13 июня 2022 останки Ниту Алвиша (также Жакоба Каэтану, Арсениу Жозе Лоренсу Мескита, Илидио Рамалете Гонсалвиша) захоронены в Луанде на кладбище Алту-даш-Крузиш. Церемония носила официальный торжественный характер.